# Україна на Чемпіонаті світу з водних видів спорту 2023
Україна візьме участь у Чемпіонаті світу з водних видів спорту 2023, який пройде у Фукуоці, Японія з 14 по 30 липня.

## Медалісти
| Медаль | Спортсмени                  | Вид спорту                 | Дисципліна | Дата |
| ------ | --------------------------- | -------------------------- | ---------- | ---- |
| Срібло | Олексій Середа Кірілл Болюх | синхронна вишка, 10 метрів | 17 липня   |      |

## Артистичне плавання
Спортсменів — 8
| Спортсменка | Дисципліна               | Попередні змагання | Попередні змагання | Фінал    | Фінал |
| Спортсменка | Дисципліна               | Очки               | Місце              | Очки     | Місце |
| --- | ------------------------ | ------------------ | ------------------ | -------- | ----- |
| Марина Алексієва Харківська областьВладислава Алексієва Харківська область | дует, технічна програма  | 274.1934           | 3 Q                | 213.1599 | 10    |
| Марина Алексієва Харківська областьВладислава Алексієва Харківська область | дует, довільна програма  | 251.0981           | 2 Q                | 224.6375 | 6     |
| Марина Алексієва Харківська областьВладислава Алексієва Харківська областьМарта Фєдіна Харківська областьВероніка Гришко Харківська областьДар'я Мошинська Харківська областьАнгеліна Овчиннікова Харківська областьАнастасія Шмоніна Харківська областьВалерія Тищенко Харківська область | група, технічна програма | 230.0000           | 8 Q                | 202.7401 | 11    |
| Марина Алексієва Харківська областьВладислава Алексієва Харківська областьМарта Фєдіна Харківська областьВероніка Гришко Харківська областьДар'я Мошинська Харківська областьАнгеліна Овчиннікова Харківська областьАнастасія Шмоніна Харківська областьВалерія Тищенко Харківська область | група, довільна програма | 275.7209           | 4 Q                | 256.2415 | 3     |
| Марина Алексієва Харківська областьВладислава Алексієва Харківська областьМарта Фєдіна Харківська областьВероніка Гришко Харківська областьДар'я Мошинська Харківська областьАнгеліна Овчиннікова Харківська областьАнастасія Шмоніна Харківська областьВалерія Тищенко Харківська область | акробатика               | 227.9200           | 3 Q                | 204.3634 | 7     |

## Стрибки у воду
Спортсменів — 7
Чоловіки
| Спортсмен                                                              | Дисципліна                   | Попередні змагання | Попередні змагання | Півфінали        | Півфінали        | Фінал            | Фінал            |
| Спортсмен                                                              | Дисципліна                   | Очки               | Місце              | Очки             | Місце            | Очки             | Місце            |
| ---------------------------------------------------------------------- | ---------------------------- | ------------------ | ------------------ | ---------------- | ---------------- | ---------------- | ---------------- |
| Данило Коновалов Миколаївська область                                  | Трамплін, 1 метр             | 360.25             | 12 Q               | Н/Д              | Н/Д              | 354.15           | 11               |
| Олег Колодій Миколаївська область                                      | Трамплін, 3 метри            | 362.35             | 28                 | Завершили виступ | Завершили виступ | Завершили виступ | Завершили виступ |
| Данило Коновалов Миколаївська область                                  | Трамплін, 3 метри            | 344.45             | 38                 | Завершили виступ | Завершили виступ | Завершили виступ | Завершили виступ |
| Олексій Середа Миколаївська область                                    | Вишка, 10 метрів             | 409.10             | 10 Q               | 418.15           | 12 Q             | 475.55           | 6                |
| Євген Науменко Запорізька область                                      | Вишка, 10 метрів             | 411.75             | 8 Q                | 394.35           | 15               | Завершили виступ | Завершили виступ |
| Олег Колодій Миколаївська областьДанило Коновалов Миколаївська область | Синхронний трамплін, 3 метри | 325.23             | 21                 | Н/Д              | Н/Д              | Завершили виступ | Завершили виступ |
| Олексій Середа Миколаївська областьКірілл Болюх Київ                   | Синхронна вишка, 10 метрів   | 404.22             | 4                  | Н/Д              | Н/Д              | 439.32           | 2                |

Жінки
| Спортсменка                                                    | Дисципліна                 | Попередні змагання | Попередні змагання | Фінал  | Фінал |
| Спортсменка                                                    | Дисципліна                 | Очки               | Місце              | Очки   | Місце |
| -------------------------------------------------------------- | -------------------------- | ------------------ | ------------------ | ------ | ----- |
| Ксенія Байло Миколаївська областьСоф'я Есман Луганська область | Синхронна вишка, 10 метрів | 268.20             | 8 Q                | 252.60 | 9     |

Змішані змагання
| Спортсмени                                                             | Дисципліна                 | Фінал  | Фінал |
| Спортсмени                                                             | Дисципліна                 | Очки   | Місце |
| ---------------------------------------------------------------------- | -------------------------- | ------ | ----- |
| Ксенія Байло Миколаївська областьДанило Коновалов Миколаївська область | Синхронна вишка, 10 метрів | 295.44 | 4     |

## Плавання
Спортсменів — 5
Чоловіки
| Спортсмен                               | Дисципліна            | Попередній заплив | Попередній заплив | Півфінал        | Півфінал        | Фінал           | Фінал           |
| Спортсмен                               | Дисципліна            | Час               | Місце             | Час             | Місце           | Час             | Місце           |
| --------------------------------------- | --------------------- | ----------------- | ----------------- | --------------- | --------------- | --------------- | --------------- |
| Владислав Бухов Київ                    | 50 м вільним стилем   | 21.92             | 11 Q              | 21.91           | 9               | Завершив виступ | Завершив виступ |
| Владислав Бухов Київ                    | 100 м вільним стилем  | 49.48             | 38                | Завершив виступ | Завершив виступ | Завершив виступ | Завершив виступ |
| Андрій Говоров Дніпропетровська область | 50 м вільним стилем   | 22.18             | 25                | Завершив виступ | Завершив виступ | Завершив виступ | Завершив виступ |
| Андрій Говоров Дніпропетровська область | 50 м батерфляєм       | 23.44             | 21                | Завершив виступ | Завершив виступ | Завершив виступ | Завершив виступ |
| Михайло Романчук Хмельницька область    | 800 м вільним стилем  | 7:44.07           | 6 Q               | Н/Д             | Н/Д             | 7:43.08         | 6               |
| Михайло Романчук Хмельницька область    | 1500 м вільним стилем |                   |                   | Н/Д             | Н/Д             |                 |                 |
| Максим Овчінніков Запорізька область    | 50 м брасом           | 27.78             | 25                | Завершив виступ | Завершив виступ | Завершив виступ | Завершив виступ |
| Максим Овчінніков Запорізька область    | 100 м брасом          | 1:01.01           | 24                | Завершив виступ | Завершив виступ | Завершив виступ | Завершив виступ |
| Максим Овчінніков Запорізька область    | 200 м брасом          | 2:11.71           | 16 Q              | 2:11.95         | 16              | Завершив виступ | Завершив виступ |
| Денис Кесіль Дніпропетровська область   | 100 м батерфляєм      | 53.47             | 41                | Завершив виступ | Завершив виступ | Завершив виступ | Завершив виступ |
| Денис Кесіль Дніпропетровська область   | 200 м батерфляєм      | 1:55.75           | 11 Q              | 1:56.89         | 14              | Завершив виступ | Завершив виступ |

## Плавання на відкритій воді
Спортсменів — 2
| Спортсмен                            | Дисципліна             | Час     | Місце |
| ------------------------------------ | ---------------------- | ------- | ----- |
| Михайло Романчук Хмельницька область | 5 км на відкритій воді | 55:37.0 | 11    |
| Сергій Фролов Запорізька область     | 5 км на відкритій воді | 59:59.5 | 44    |

## Хай-дайвінг
Спортсменів — 1
| Спортсмен                           | Дисципліна | Раунд 1 | Раунд 1 | Раунд 2 | Раунд 2 | Раунд 3 | Раунд 3 | Раунд 4 | Раунд 4 | Загалом | Загалом |
| Спортсмен                           | Дисципліна | Очки    | Місце   | Очки    | Місце   | Очки    | Місце   | Очки    | Місце   | Очки    | Місце   |
| ----------------------------------- | ---------- | ------- | ------- | ------- | ------- | ------- | ------- | ------- | ------- | ------- | ------- |
| Олексій Пригоров Харківська область | Чоловіки   |         |         |         |         |         |         |         |         |         |         |